# Blastesthia
Blastesthia es un género de polillas tortrícidas perteneciente a la tribu Eucosmini, de la subfamilia Olethreutinae, orden Lepidoptera. Fue descrito por Obraztsov en 1960.

## Especies
- Blastesthia mughiana (Zeller, 1868)
- Blastesthia posticana (Zetterstedt, 1839)
- Blastesthia tessulatana (Staudinger, 1871)
- Blastesthia turionella (Linnaeus, 1758)